# Schwarz-Eggenhofer Artúr
Dr. Schwarz-Eggenhofer Artúr (Bécs, 1890. január 21. – Székesfehérvár, 1969. április 16.), "ad nutum Sanctae Sedis" apostoli adminisztrátor (kormányzó).
Nem szokványos papi életút volt az övé. Az indulás sem volt könnyű. Schwarz Ilona bécsi háztartási alkalmazott gyermekét az Esztergomban is ismert Eggenhofer vállalkozói család (fatelep stb.) fogadta örökbe és neveltette - innen kettős neve. Öröklött képességei mindenesetre kiválóak voltak. Az sem szokásos, hogy bár nem szerzetes volt, hanem egyházmegyés pap, mégis matematika-fizika szakos tanárként dolgozott három évtizeden keresztül.

## Iskolái
Teológiai tanulmányait a bécsi egyetemen végezte, mint a Pázmáneum növendéke.
Filozófiából és kánonjogból doktorált, majd matematika-fizika szakos középiskolai tanári oklevelet szerzett.

## Munkássága
- 1912. július 14-én szentelték az Esztergomi Főegyházmegye papjává.
- Először Dorogon, majd 1913-tól 1917-ig az esztergomi Vízivárosban lett káplán.
- 1917 és 1919 között Nagyszombatban a királyi katolikus főgimnázium tanára.
- 1919-től 1947-ig pedig a budai királyi katolikus gimnázium, a Rákócziánum tanára volt.
- 1947-ben kórházlelkész lett.
- 1949-től a budapesti Központi Szeminárium gondnokaként tevékenykedett.
- 1951. március 18-án a Főszékesegyházi Káptalan tagja lett mint protonotárius kanonok.
- 1958. szeptember 4-étől általános helynökként vezette a főegyházmegyét. (1957 februárjában Mindszenty József távollétében Endrey Mihály egri segédpüspök lett az esztergomi specialis delegatus. Schwarz-Eggenhofer Artúr általános helynök tőle vette át a főegyházmegye vezetését.)
- 1959. június 6-án kapta XXIII. János pápa kinevezését apostoli adminisztrátorrá (kormányzóvá), és 1969. január 23-áig töltötte be ezt a tisztet.
- 1969. április 16-án, életének 80., papságának 57. esztendejében elhunyt. Kívánsága szerint az esztergomi szentgyörgymezei temetőben temették.

Híres tanítványa: Rátonyi Róbert